# Canicross

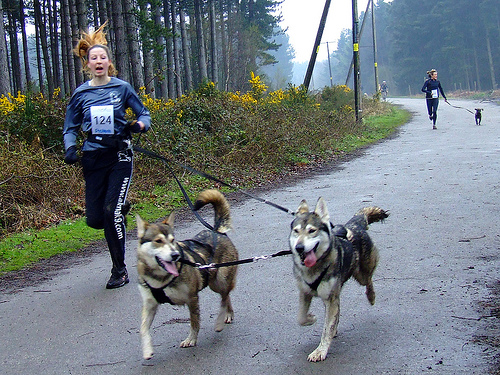
Canicross med två hundar

Canicross, även kallat linlöpning, är en sport som kan beskrivas som terränglöpning med hundar. Sporten började i Europa som lågsäsongsträning för utövare av mushing (hundspann), och sedan har den blivit populär som en fristående sport över hela Europa, speciellt i Storbritannien. Canicross är nära släkt med bikejoring, där deltagarna cyklar med sin hund och skijoring, där deltagarna åker skidor, även ibland kallat tolkning.

## Utrustning
Canicross kan köras med en eller två hundar som alltid sitter fast vid löparen. Löparen bär ett midjebälte (gärna med benremmar som hållerden på plats), och hunden har en speciellt utformad ergonomisk sele, och de två är sammanfogade med en draglina eller ett elastisk koppel som minskar stötar för både människa och hund när hunden drar.

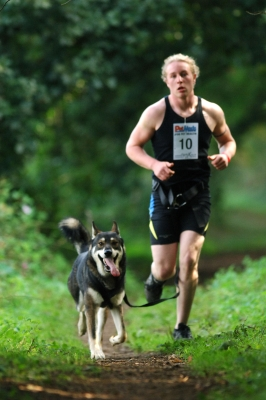
En tävlande vid Canicross-evenemanget Paws In The Park